# Octopus sasakii
Octopus sasakii är en bläckfiskart som beskrevs av Isao Taki 1942. Octopus sasakii ingår i släktet Octopus och familjen Octopodidae. Inga underarter finns listade i Catalogue of Life.